# Butyldodecanoat
Butyldodecanoat, auch Butyllaurat, ist eine organische Verbindung aus der Gruppe der Carbonsäureester. Sie leitet sich von 1-Butanol und Laurinsäure ab.

## Herstellung
Butyldodecanoat kann durch die Reaktion von Laurinsäure in überkritischem 1-Butanol hergestellt werden oder mit Wolframatophosphorsäure auf MCM-41 als Katalysator.
Die biotechnologische Veresterung von 1-Butanol und Laurinsäure ist ebenfalls möglich, beispielsweise mit einer Lipase aus Candida rugosa, einer Lipase aus Mucor miehei oder anderen Lipasen.

## Verwendung
Butyldodecanoat ist in der EU unter der FL-Nummer 09.100 als Aromastoff für Lebensmittel zugelassen.